# 17218 Stgeorge
A 17218 Stgeorge (ideiglenes jelöléssel (17218) 2000 BV16) a Naprendszer kisbolygóövében található aszteroida. A LINEAR projekt keretében fedezték fel 2000. január 30-án.